# The Joshua Tree
Pour les articles homonymes, voir The Joshua Tree (homonymie).
Albums de U2
Wide Awake in America
(1985) Rattle and Hum
(1988)
Singles
1. With or Without You
Sortie : 21 mars 1987
2. I Still Haven't Found What I'm Looking For
Sortie : mai 1987
3. Where the Streets Have No Name
Sortie : 4 août 1987
4. In God's Country
Sortie : 16 novembre 1987
5. One Tree Hill
Sortie : mars 1988

The Joshua Tree est le cinquième album studio du groupe de rock irlandais U2, sorti le 9 mars 1987 sous le label Island Records. Il est produit par le Canadien Daniel Lanois et l'Anglais Brian Eno. Le disque est réalisé dans différents studios dublinois ou lieux irlandais entre janvier 1986 et janvier 1987 : aux STS Studios, à Danesmoate House, à Melbeach et aux Windmill Lane Studios. Il se compose de 11 chansons et sa durée d'écoute dépasse légèrement les 50 minutes. La pochette d'album représente une photo en noir et blanc des quatre membres du groupe devant le Joshua Tree Park, un parc national dans le désert des Mojaves, au sud de la Californie. 
Conçu en réaction aux expérimentations ambient de The Unforgettable Fire, The Joshua Tree puise son inspiration dans le blues, le folk et le gospel. C'est l' « album américain » de U2. Initialement intitulé The Desert Songs : The Two Americas, le disque est ambivalent dans ses textes vis-à-vis des États-Unis. Il traduit l'amour du groupe pour l'Amérique et sa musique, mais c'est aussi un reportage sur le délabrement industriel, politique et moral de ce pays. 
U2 obtient la consécration internationale avec cet album. Acclamé par la critique dès sa sortie, The Joshua Tree se classe no 1 dans 23 pays au monde dont les Etats-Unis, avec en prime les honneurs de la couverture de Time Magazine pour le groupe. Comme le souligne le batteur Larry Mullen Junior dans un entretien en 2005 : « On était ce que beaucoup de groupes rêvaient de devenir : LE groupe. »
Ce succès est dû principalement à ses trois tubes : Where the Streets Have No Name, I Still Haven't Found What I'm Looking For et surtout With or Without You. Le groupe se lance ensuite dans une tournée mondiale intitulée le Joshua Tree World Tour d'avril à décembre 1987. Grâce à ce disque, U2 obtient les deux premiers Grammy Awards de sa carrière dont celui de l'album de l'année le 2 mars 1988.
Considéré comme un des succès musicaux majeurs des années 1980, le disque figure aussi dans plusieurs listes des meilleurs albums de l'histoire. En 2003, le magazine Rolling Stone le classe à la 27e place dans ses 500 meilleurs albums de tous les temps. Il est inscrit en 2014 au registre national des enregistrements (National Recording Registry) de la bibliothèque du Congrès à Washington. En 2020, The Joshua Tree est même élu « meilleur album des années 1980 » dans un sondage réalisé par la radio anglaise BBC Radio 2. Il s'est vendu depuis sa publication à près de 28 millions de copies à travers le monde,,.
Du 12 mai au 25 octobre 2017, U2 célèbre les 30 ans de son album culte, en interprétant pour la première fois toutes ses chansons, à l'occasion d'une mini tournée en stades, sur les routes d’Amérique et d’Europe. Une tournée supplémentaire intitulée The Joshua Tree Tour 2019 a lieu à l'automne de cette même année en Océanie et en Asie, avec un passage inédit à Bombay en Inde le 15 décembre 2019.

## Historique

### 1985: année transitoire
Dix mois de tournée ont épuisé U2, qui a été de tous les festivals et a présenté une performance remarquée au Live Aid organisé par Bob Geldof le 13 juillet 1985 à Londres. La fameuse scène, où Bono se jette dans le public pour aider une jeune fille pressée par la foule, puis danse avec elle, a fait le tour du monde. Pourtant, le chanteur de U2 culpabilise d'avoir attiré l'attention des médias sur lui. Il erre plusieurs jours au volant de sa voiture du côté de Wexford en Irlande.
En septembre 1985, Bono et sa femme Alison partent un mois en tant que bénévoles dans un camp de réfugiés en Éthiopie. Là-bas, ils sont très touchés et affectés par la pauvreté de la population. La star de U2 confiera plus tard que les éléments de The Joshua Tree (l'approche assez lyrique, les grandes questions, l'idée générale), germaient en lui, à son retour d'Afrique.
Puis Bono se rend à New York, où il rencontre les Rolling Stones en plein enregistrement de leur album Dirty Work avec Steve Lillywhite, le producteur des trois premiers disques de U2. Keith Richards, le guitariste des Stones, lui fait découvrir le blues (de Robert Johnson, John Lee Hooker ou Muddy Waters), qui sera une des influences de The Joshua Tree. Bono en profite pour écrire avec « Keef » et Ron Wood , la chanson blues Silver and Gold. Elle est destinée à l'album Sun City, un projet de Steve Van Zandt pour lutter contre l'apartheid en Afrique du Sud.
Durant cet automne 1985, le guitariste du groupe The Edge se lance dans la musique de film. Il compose et joue avec le chanteur Michael Brook, la musique de Captive, le long métrage de Paul Mayersberg et fait la rencontre d'une étoile montante de la pop, la jeune Sinéad O'Connor avec qui il coécrit pour ce film le titre Héroïne.

### Entrée en studio et investissements divers
En novembre de la même année, U2 se décide à plancher sur un nouvel album. Le projet initial du groupe est de travailler seul pendant quelques mois, puis de faire venir Brian Eno et Daniel Lanois, les producteurs de leur précédent disque The Unforgettable Fire. Les premières séances studios commencent dans un hôtel particulier appelé Danesmoate House (qui deviendra ensuite une des propriétés du bassiste Adam Clayton), situé à Rathfarnham, avec déjà de grandes avancées sur With or Without You et I Still Haven't Found What I'm Looking For.  Les arrangements pour ces deux morceaux ont été achevés au début des sessions à Danesmoate, donnant au groupe la confiance nécessaire pour expérimenter.

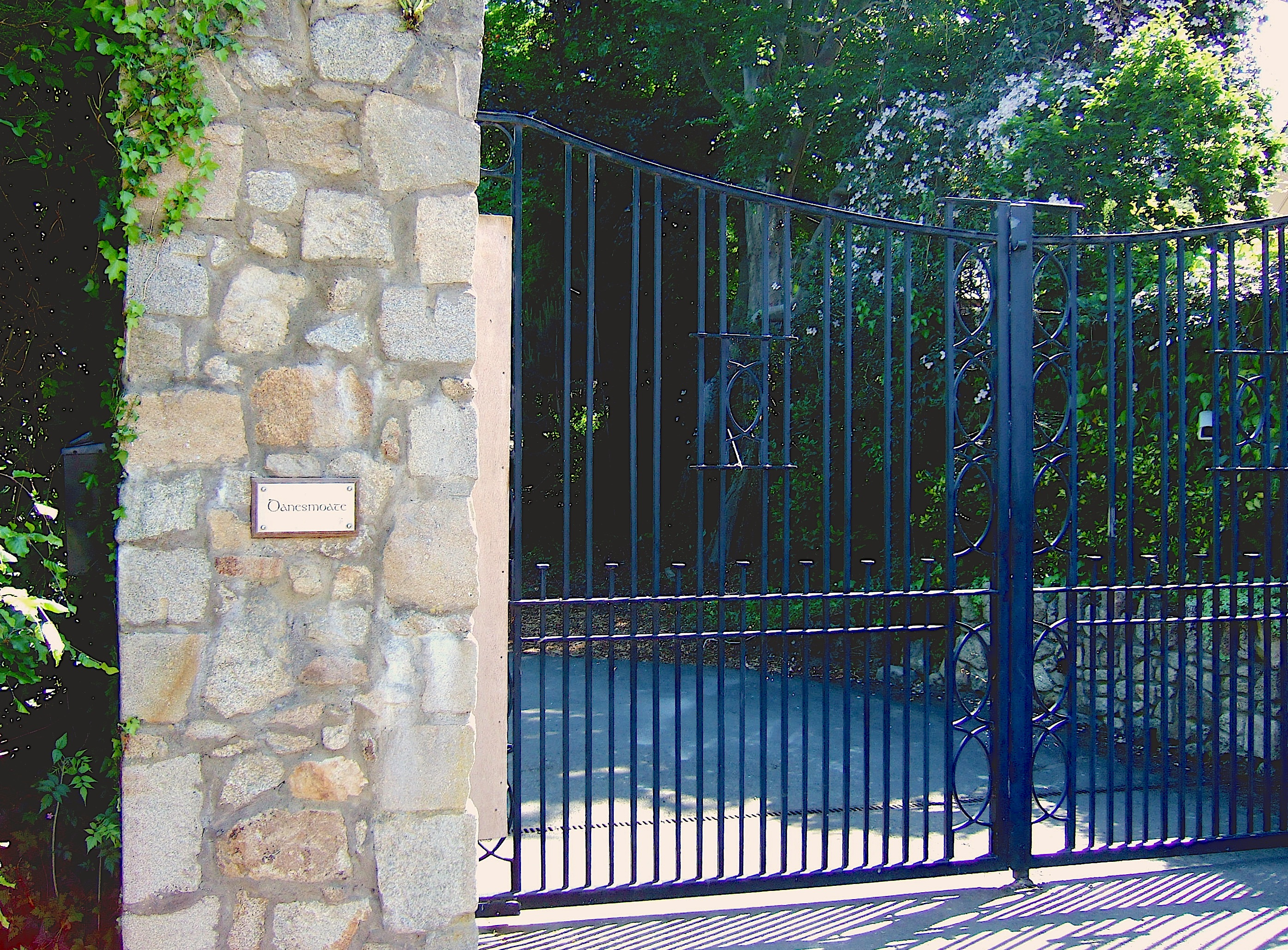
Entrée du manoir de Danesmoate House. C'est dans ce lieu qu'a débuté l'enregistrement de l'album.

Daniel Lanois se souvient des lieux : « C'était vraiment très chouette comme configuration. Il y avait ce très grand salon/cette salle de dessins, quel que soit le nom qu'on puisse lui donner, c'était une grande salle rectangulaire avec un grand plafond et du plancher en bois. C'était bruyant, mais bruyant dans le bon sens, très dense, très musical. À mon sens, c'était la salle la plus rock & roll du coin. Le château Slane était une idée amusante et tout mais c'était un endroit énorme. Danesmoate sonnait mieux que le château. C'était le meilleur endroit pour toutes nos expériences et pourtant nous avions déjà testé de très nombreux endroits auparavant. » Ce qu'apprécie particulièrement Daniel Lanois à Danesmoate House, c'est le rendu acoustique dans le bas-medium présent dans le grand salon. « C’est dans le bas-medium que vit la musique. Selon moi, The Joshua Tree est un album génial de rock & roll en partie grâce à la beauté de ce bas-medium que l’on retrouvait naturellement dans la pièce. »

Pour l'enregistrement de l'album, Brian Eno et Daniel Lanois vont utiliser une méthode particulière et intéressante. Plutôt que d’être ensemble en studios, ils vont diviser le travail. Ainsi, l'Anglais et le Canadien alternent les sessions, l’un reste une ou deux semaines avec U2, puis laisse place à l’autre, qui en fait de même. Si l’ambiance est très professionnelle en studio et que U2 souhaite donner le meilleur de lui-même, l’atmosphère reste cependant agréable et plus détendue que sur The Unforgettable Fire. Eno et Lanois encouragent U2 à s'ouvrir à des chansons plus anciennes comme la musique roots américaine, et inversement, à des mélodies plus contemporaines comme celles des Smiths ou de My Bloody Valentine. Les assistants décrivent des scènes quasi bucoliques, avec des guitares changeant de mains, une rythmique toujours prête, des producteurs sûrs de leur fait. Tout le rock de U2 exsude le contrôle, la rigueur, gestion des émotions et des sons, tous admirablement filtrés et réarrangés par le duo Eno/Lanois.

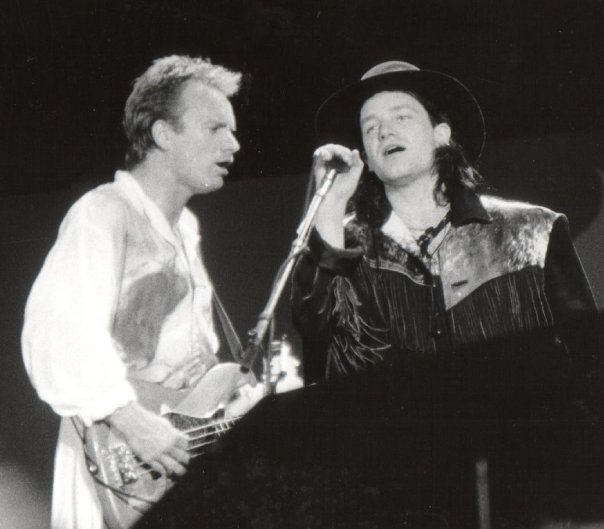
Sting et Bono lors de la tournée Conspiracy of Hope en juin 1986.

Les Irlandais vont néanmoins prendre leur temps à cause d'investissements musicaux divers. En janvier 1986, Bono prête sa voix sur la chanson In a Lifetime du groupe Clannad issu de l'album Macalla. La chanteuse du groupe Moya Brennan, est ravie de pouvoir compter sur la collaboration d'une star du rock aussi prestigieuse. Le 17 mai, U2 donne son seul concert européen de l'année lors du festival Self Aid qui se déroule au RDS Arena de Dublin. En juin, U2 participe au côté de Sting, Peter Gabriel, Joan Baez ou Lou Reed pour les plus connus aux six concerts américains de la tournée Amnesty International Conspiracy of Hope, qui rapporte quatre millions de dollars à l'ONG. Le groupe interprète lors de ces différents shows, des morceaux de son répertoire ainsi que des reprises d'Eddie Cochran, Bob Dylan ou les Beatles. Adam Clayton dira plus tard que le discours d'Amnesty International, les gens qu'ils ont rencontrés à cette occasion, et ce qui se passait dans l'Amérique de Reagan, les ont également influencés pour la conception du disque.

### Suite et fin de l'enregistrement deThe Joshua Tree
Le 1er août 1986, U2 reprend son travail sur l'album. L'objectif du groupe est de créer une musique novatrice, en réaction aux expérimentations ambient du précédent disque, qui puise sa force dans les racines du rock : en somme un retour aux sources. Les paysages du sud-ouest américain, le désert et le voyage en général, deviennent des thématiques centrales en studio. En conséquence, Brian Eno et U2 ont l'idée de faire un disque cinématographique, où chaque chanson est liée à un endroit précis. L'album nourrit aussi son inspiration d'écrivains américains comme Norman Mailer, Sam Shepard, Flannery O'Connor, Raymond Carver ou Tennessee Williams.

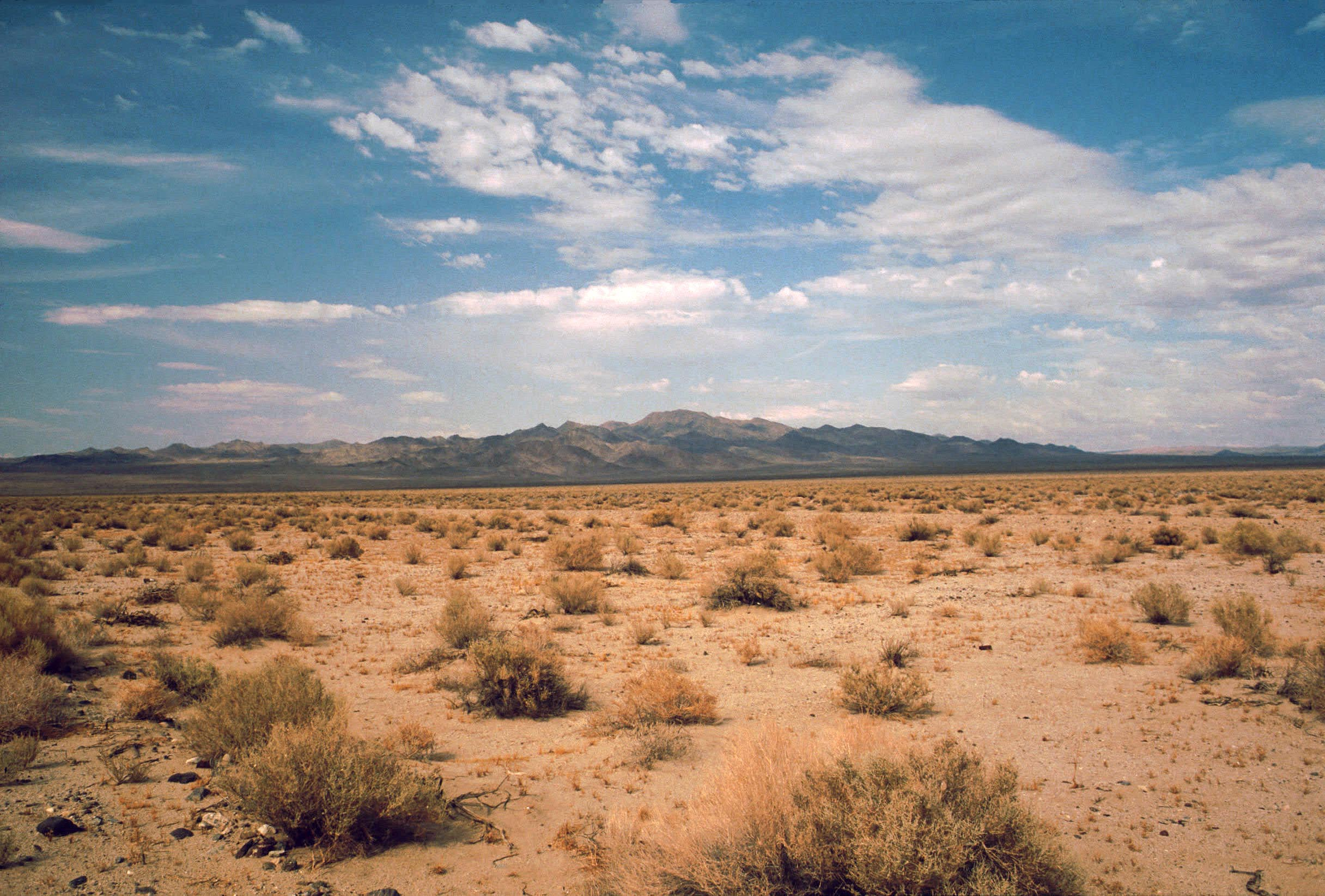
L'image mentale du désert américain a inspiré le groupe lors de la conception de The Joshua Tree.

Bono va s'appuyer sur toutes ces références, afin écrire des paroles mieux construites et plus profondes que les autres albums de U2. Il racontera plus tard : « Pour The Joshua Tree, j'ai eu le sentiment qu'il était temps d'écrire de véritables paroles, qui voulaient dire quelque chose, tirées de mon expérience [...] ». Le journaliste et écrivain Michka Assayas confirme : « Les quatre Irlandais ont tout fait pour composer des chansons plus solides. Ils sont allés à Memphis, visiter les studios Sun, rencontrer Johnny Cash, étudier le blues, la country. Ils sont retournés sur les bancs de l'école ». C'est ainsi que certains textes poignants de Bono comme Red Hill Mining Town ou Bullet The Blue Sky, relateront les échecs et les hontes de la société américaine et plus généralement du désarroi du monde occidental dont l'Amérique est le cœur.
Durant cet été 1986, U2 passe des semaines a essayer de trouver les arrangements parfaits pour le morceau Where the Streets Have No Name. Le producteur Brian Eno s’exaspère de ce temps dépensé au détriment des dix autres titres de l’album. Aussi, après plusieurs rappels à l’ordre sans succès, envisage-t-il un plan draconien : la destruction de la maquette en cours de la chanson et tout reprendre à zéro. Alors qu’il s’apprête à passer à l’action, l'assistant de production Pat McCarthy intervient et lui dit : « Brian, tu ne peux pas faire ça. » Finalement, l’effacement n’a pas eu lieu. «  Ce morceau nous a pris des siècles, déclara Daniel Lanois dans Rolling Stone. Nous avions un énorme tableau noir sur lequel étaient écrits les arrangements. J'avais l'impression d'être un prof de maths quand je les dirigeais. La montée et la retombée, la dynamique de la chanson, tout cela prit un temps fou à mettre au point »
La finalisation du disque a lieu principalement aux Studios Windmill Lane à Dublin entre août 1986 et janvier 1987. Outre Brian Eno et Daniel Lanois à la production, le mixage est l’œuvre de Mark Wallis, Mark Kettle et Steve Lillywhite. Ce dernier sera rappelé au dernier moment en fin décembre 1986, ce qui irritera Brian Eno et Daniel Lanois, pour remixer les singles potentiels (Where the Streets Have No Name, With or Without You, Red Hill Mining Town) et les rendre plus attrayants pour la radio commerciale. Selon Daniel Lanois, la plupart du mixage de l'album a été fait à Melbeach, la maison récemment rénovée de The Edge dans le sud de Dublin. Des titres comme Mothers of the Disappeared et Bullet the Blue Sky ont été améliorés en ce lieu.
On constate aussi la présence d'un certain Mark Ellis alias Flood pour l'enregistrement de l'album aux côtés de Dave Meegan et Pat McCarthy. C'est le début d'une étroite collaboration entre le jeune producteur Anglais et U2 qui se poursuivra dans les années 1990. Flood racontera plus tard : « Je n'ai jamais travaillé comme çà avant The Joshua Tree. Ce fut une première à tous point de vue. La démarche était complètement différente. D'abord, on n'a pas travaillé en studio. Le type de sons qu'ils voulaient pour cet album n'avait rien à voir avec ce que l'on m'avait demandé avant. Ils voulaient des sons très ouverts, d'ambiance, imprégnés de notre espace, de notre environnement. Cela ne ressemblait pas aux requêtes habituelles ».

En décembre 1986, alors que le disque est en voie d'achèvement, U2 s'envole pour les États-Unis. Après un court passage à Los Angeles et aux environs de San Francisco, le groupe met le cap sur le désert des Mojaves avec Anton Corbijn, Steve Averill et d'autres personnes pour une semaine de séances photos (notamment celles avec l'arbre de Josué), qui illustreront par la suite le livret de l'album. « On est restés dans le désert pendant plusieurs jours à dormir dans des motels miteux avec Anton qui prenait des photos. Les journées ont été longues » dit Adam Clayton.

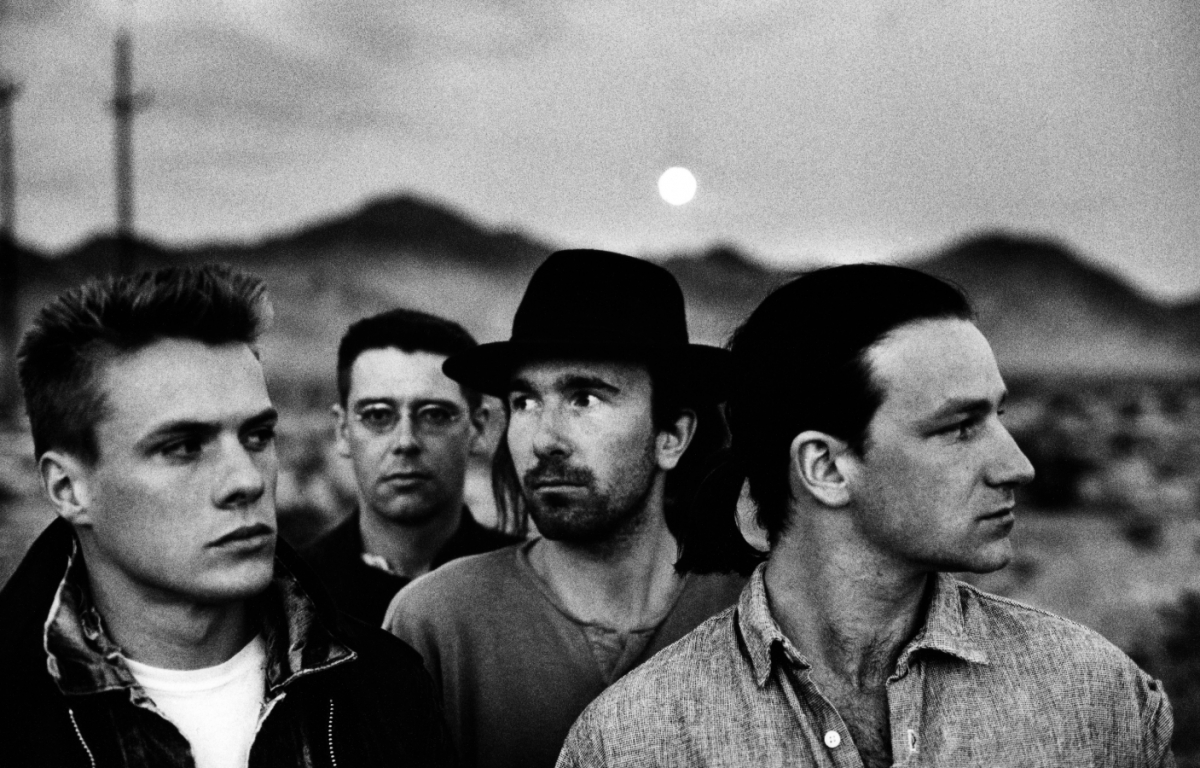
Une image promotionnelle de U2, prise par Anton Corbijn dans le désert de Mojave lors de la séance photo de l'album en 1986.

Une dernière série d'enregistrements eu lieu à Melbeach en janvier 1987. Aidés de Dave Meegan et Pat McCarthy, U2 met un point final aux nouveaux morceaux entamés en octobre, afin d'avoir des faces-B supplémentaires pour les prochains singles. Ces morceaux s'intitulent Walk to the Water, Luminous Times (Hold on to Love) et Spanish Eyes.
Décrit par Bono, comme « le plus littéraire de nos albums », The Joshua Tree sort finalement dans le monde entier le 9 mars 1987. Il est dédié au technicien néo-zélandais de U2 Greg Carroll, qui a perdu la vie lors d'un accident de moto le 3 juillet 1986. C'est une disparition douloureuse pour le groupe et particulièrement pour Bono, qui avait lié beaucoup d’amitié avec lui depuis leur rencontre à Auckland pendant le The Unforgettable Tour en 1984. Au dos de la pochette du disque, on peut lire : « To The Memory of Greg Carroll 1960-1986 ».

## Caractéristiques artistiques

### Analyse du contenu
« Je me souviens de la sortie de The Joshua Tree, se rappelle l'artiste Elvis Costello. On était à Londres et ils ont annoncé la mise en vente pour minuit. Je trouvais ça fou d'acheter un disque la veille de sa sortie. J'aurais tellement aimé que ça existe à mon époque... On est allé faire la queue à Kensington Tower, avec les fans de U2, c'était fantastique ! On a acheté le disque et on l'a écouté toute la nuit. Vraiment extraordinaire ».
The Joshua Tree est composé de 11 titres d'une durée de 50 minutes et 11 secondes. De genre rock, il est produit principalement par Daniel Lanois et Brian Eno. À l'origine, U2 avait pensé sortir un double album tellement ils avaient enregistré de chansons. Finalement, de nombreux morceaux comme Spanish Eyes, Walk To The Water, Luminous Times, Sweetest Thing, Race Against Time ou Deep in The Heart se retrouveront en face-B des singles.

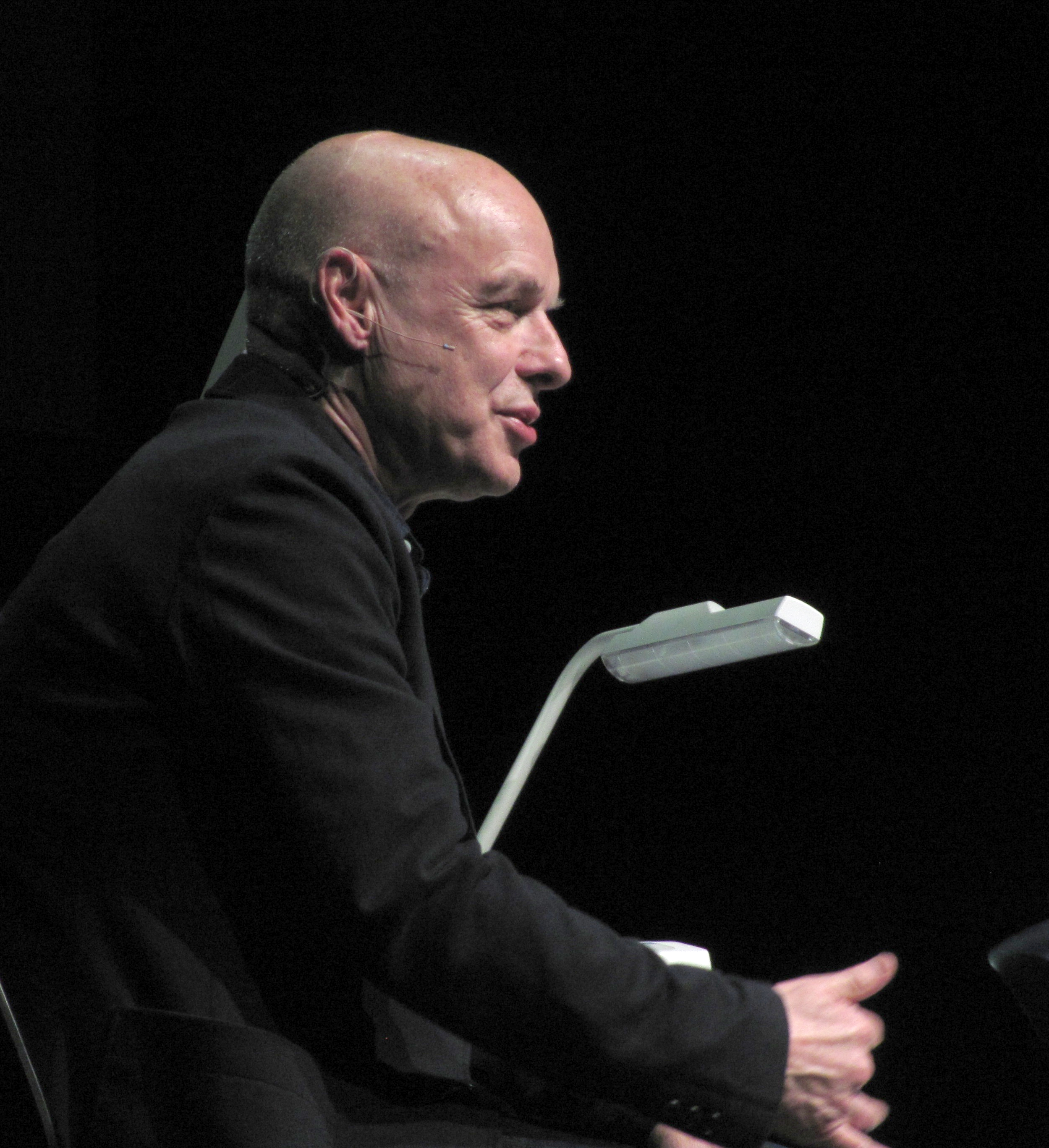
Brian Eno, producteur principal de l'album avec Daniel Lanois.

Le titre du disque fait référence à une variété de grand yucca de 10 m de haut originaire du désert de Californie, au sud de l'Etat, à l'endroit exact où furent éparpillées les cendres de Gram Parsons, une des références les plus importantes de la musique country folk. Selon Bono, la maison de disque  n’était pas fan du titre. Dans une interview au magazine Rolling Stone, il déclare : « Vous avez des gens du milieu qui vous disent : " Aussi fort que les Beatles ". C’est quoi le nom de leur album ? The Joshua Tree. Ah ouais d’accord. Ca ne vaut pas " Nés dans le Joshua Tree " ou " Le côté obscur du Joshua Tree ". Ça va vendre trois copies. »
The Joshua Tree est un album sombre inspiré par les périples américains du groupe et l'exploration des racines folk et blues. Les textes de Bono, beaux et prégnants, évoquent une quête d'identité désespérée. D'après ce dernier, « The Joshua Tree n'est pas irlandais comme on l'entend à priori. Mais en filigrane, de manière plus subtile, il est très Irlandais. La douleur et la mélancolie de cet album sont typiquement irlandaises ».
Mais c'est bien la musique de U2 qui sonne, dans cet album, comme riche, fascinante, compacte. L'opus s'ouvre sur ce que l'on peut appeler la Sainte-Trinité des Irlandais, trois morceaux au romantisme imparable pour autant de tubes : l'épique Where the Streets Have No Name, le gospel I Still Haven't Found What I'm Looking For décrit par The Edge comme un moment de créativité géniale  et la chanson d'amour pop rock With or Without You. Ces deux derniers morceaux sont encore aujourd'hui les seuls 45 tours de U2 à s'être classés no 1 aux États-Unis.
Where the Streets Have No Name lance donc l’album au travers d’une longue introduction d'une minute trente à l’orgue et à la guitare. Cette chanson a été écrite par Bono après son voyage initiatique en Éthiopie où il a œuvré avec son épouse Alison pour une organisation humanitaire. Plusieurs semaines de travail ont été nécessaires pour composer la chanson, qui a failli rendre Brian Eno fou, à tel point qu'il voulait effacer la bande et tout recommencer. Pour Adam Clayton, elle annonce déjà la techno, car certains rythmes ainsi que le tempo font assez dance. Interviewé en 1987 par Propaganda, le magazine officiel des fans de U2, Bono expliquera que le titre fait notamment référence à la situation sociale de Belfast à l'époque : « On m'a raconté un jour une histoire intéressante sur Belfast. Si on connait le nom de la rue dans laquelle quelqu'un habite, on peut non seulement dire de quelle religion il est mais également comment il gagne sa vie, tout cela en regardant de quelle côté de la route il vit, parce que plus on est placé haut sur la vallée, plus chères sont les maisons. Vous pouvez donc pratiquement savoir combien gagnent les gens en ayant juste le nom de la rue où ils habitent et de quel côté de la rue ils logent. Ça m'a véritablement interpellé, et alors je me suis mis à écrire une chanson à propos d'un endroit où les rues n'auraient pas de nom... » Plus qu’un titre, Where the Streets Have No Name est un hymne à la paix, un acte de ralliement pour les fans du groupe. Troisième single de The Joshua Tree, U2 l'interprète le 27 mars 1987 pour le clip vidéo, sur un toit d'un magasin de spiritueux à Los Angeles, provoquant un bel attroupement.

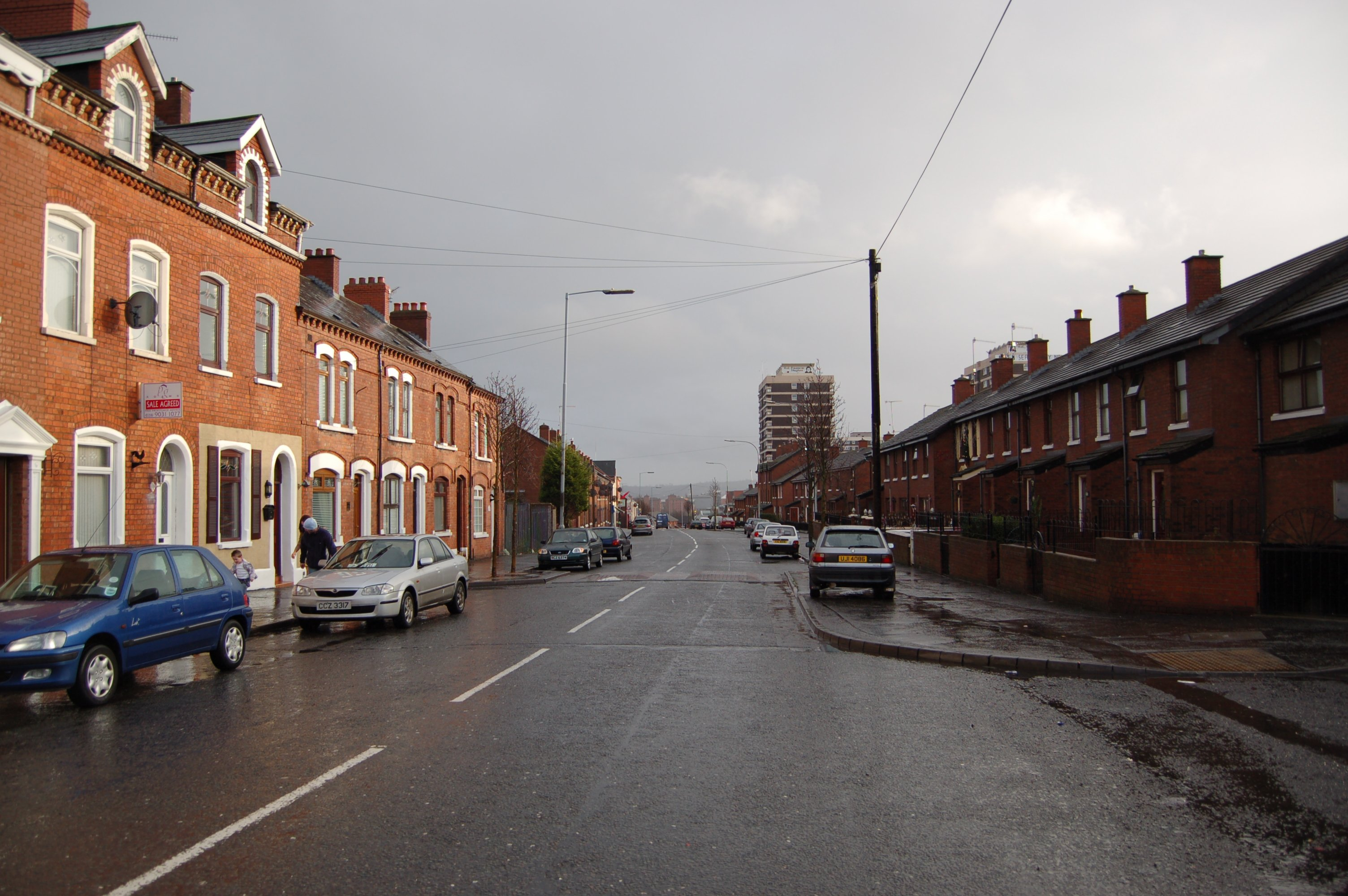
Les rues de Belfast ont inspiré la chanson Where the Streets Have No Name.

Second 45 tours de l'album, I Still Haven't Found What I'm Looking For relate une prière de quelqu'un exprimant un manque. Tout en proclamant sa foi, Bono déclare aussi son insatisfaction : « Je n’ai toujours pas trouvé ce que je cherche ». La star de U2 énumère ses tentatives pour atteindre l’objet de sa quête. Il n’a pas été comblé par les lèvres douces des femmes, pas plus qu’il n’a trouvé la paix en « serrant la main du diable ». Même les expériences spirituelles ne l’ont pas satisfait : « J’ai parlé la langue des anges. » Il a gravi les montagnes, il a couru, rampé et escaladé les remparts des villes dans un but précis, «...rien que pour être avec toi ». Côté musical, I Still Haven't Found What I'm Looking For est une sorte de gospel, musique que Bono, Daniel Lanois et Brian Eno ont beaucoup écouté. Le leader de U2 chante comme s'il jouait sa vie sur ce morceau. « Bono a été fantastique. Il pousse sa voix à fond. C'est fascinant de voir quelqu'un se dépasser » dit Daniel Lanois.
Cette chanson est un parfait exemple des sessions difficiles de The Joshua Tree. Intitulé au départ Under The Weather, elle débute comme souvent chez U2 par une jam. « Elle sonnait un peu comme Eye of the Tiger, joué par un groupe de reggae » dit The Edge. « Elle a ce beat étonnant », dit de son côté Daniel Lanois. « Je me souviens avoir murmuré une mélodie très classique à l'oreille de Bono. » Il m'a alors dit : « c'est çà ! n'en chante pas davantage ! Il est sorti de la pièce et a écrit la mélodie telle que nous la connaissons ». En 2010, le magazine américain Rolling Stone classe la chanson 93e sur sa liste des 500 plus grandes chansons de tous les temps.
Inspiré par l'écoute attentive de l'album Climate of Hunter de Scott Walker, With or Without You est le premier single de l'album qui permet à U2 d'acquérir un autre statut aux États-Unis. C'est l'un des morceaux les plus célèbres du groupe irlandais avec One, Sunday Bloody Sunday ou Beautiful Day. Comme le dit Bono : « C'est une chanson qui ne parle pas seulement des relations dans le couple, mais des relations humaines en général, et de mes relations avec les autres membres du groupe. Vous savez, parfois, à force de trop vivre les uns sur les autres, et même si l’on s’aime beaucoup, je me sens trop exposé, loin de mon intimité d’homme, de mari, de père de famille ». Le Washington Post a, à la fois, interprété les paroles comme une chanson d'amour acerbe et une chanson déplorant les contradictions morales que l'on rencontre avec la foi religieuse. Côté musique, c'est par hasard, que le groupe  trouve l'arrangement parfait qui fera de With or Without You un tube. Alors que Bono écoute la version instrumentale de la chanson, il entend en fond les effets de note maintenue de The Edge qui travaille sur un prototype de Infinite Guitar dans la pièce d'à côté. Une fois le morceau d'Infinite Guitar mis au point par The Edge, l'enregistrement de With or Without You se fait très rapidement. C'est une fierté pour le groupe de réussir cette chanson alors qu'il est à court d'idées au début de l'enregistrement de The Joshua Tree. Avec cette ballade rock qui donne des frissons et où se mêle des sentiments comme l’amour, la souffrance, le désespoir, U2 signe un chef-d’œuvre musical. En 2010, With or Without You a été classée par le magazine Rolling Stone à la 132e place sur sa liste des 500 plus grandes chansons de tous les temps.
Puis, l'ambiance s'assombrit avec l'inquiétant Bullet the Blue Sky où la guitare de The Edge se répand en larsens menaçants. Le riff d'intro de la chanson rappelle le morceau Stranglehold de Ted Nugent. C'est un morceau très rock, dans lequel la tension métallique monte au rythme de la batterie de Larry Mullen Junior et de la basse d'Adam Clayton, comme au meilleur de War. Pour le chroniqueur du Guardian et d'Uncut Andrew Mueller, c'est « une chanson de rock incroyable, approximation furieuse de Public Image Ltd à ses débuts joué par Jimi Hendrix. » Ce morceau tire son origine d'une visite de Bono et de sa femme Alison Stewart au Salvador à l'automne 1986. Sur place, ils constatent la brutalité de la dictature militaire soutenue par les États-Unis de Ronald Reagan, notamment par les attaques d'avions F16 sur les villages. Quand il revient en Irlande pour l'enregistrement de The Joshua Tree, Bono demande à The Edge : « de mettre du Salvador dans son ampli ». Outre l'impérialisme américain, les paroles de la chanson critiquent aussi les fondamentalistes religieux comme les Télévangélistes qui se développent dangereusement aux États-Unis. En 2003, ce titre sera repris par le groupe de métal Sepultura sur son album Roorback. Hormis lors du U2 360° Tour, cette chanson est constamment interprétée par le groupe dans ses différentes tournées depuis 1987.

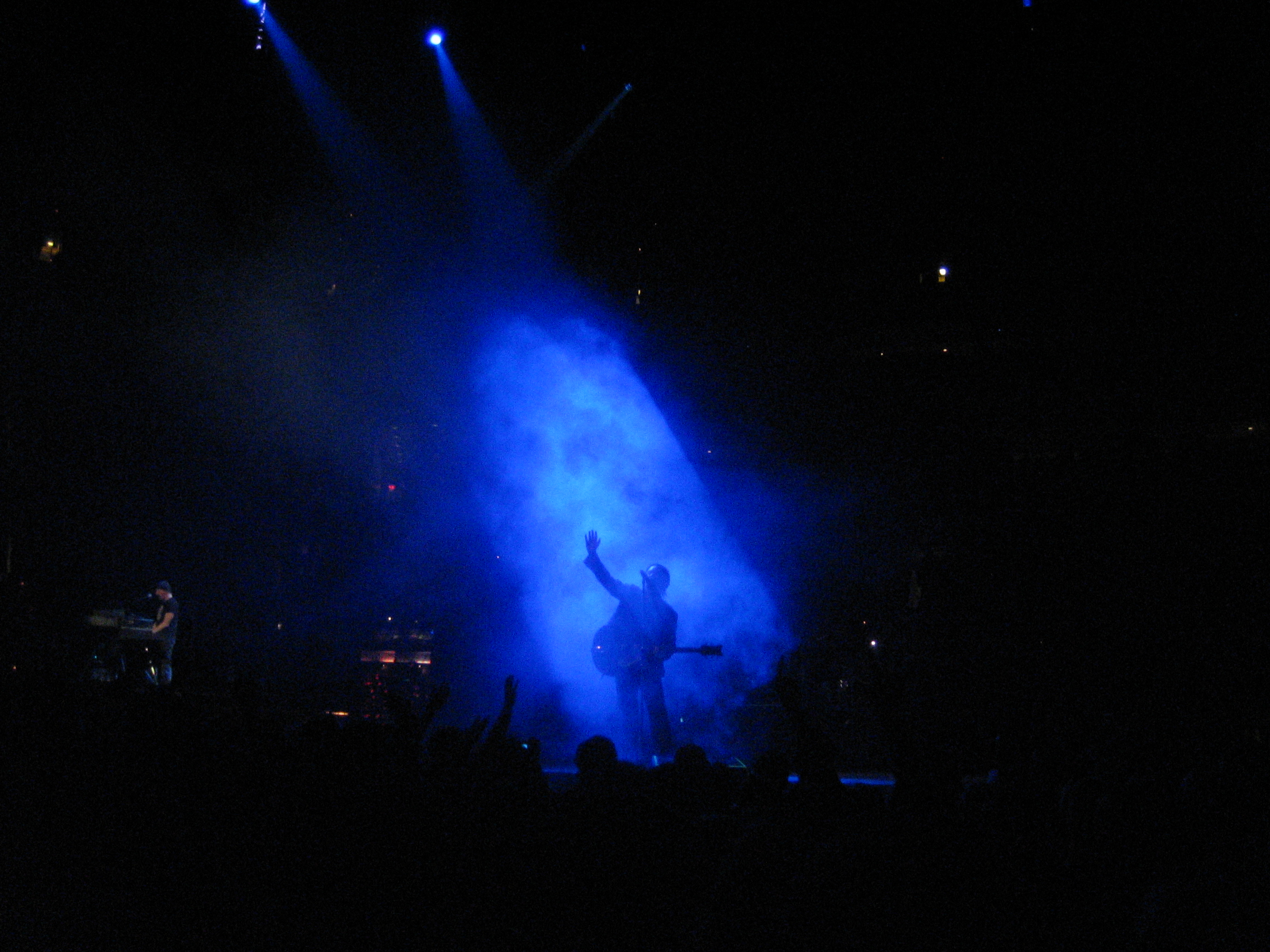
The Edge au piano et Bono à la guitare interprètent Running to Stand Still à Boston, lors du Vertigo Tour en 2005.

 Inspiré du Walk on the Wild Side de Lou Reed, Running to Stand Still est une chanson imprégnée de tendresse et de compassion pour les victimes de la drogue. Elle raconte les ravages de l'héroïne dans le quartier dublinois de Ballymun où Bono a grandi. « Cette tour dont je parle dans cette chanson, fait référence à la cité dans le quartier ou j'ai grandi. Çà s'appelait Ballymun's seven towers. Ballymun était construit pratiquement dans mon jardin où je jouais avec mes copains. C'était le rendez-vous des drogués ». Le morceau s'impose comme une sorte de suite au titre Bad de l’album précédent et qui traite du même sujet. Bono s'y affirme définitivement comme un « vrai » chanteur. Il ne « crie » plus comme sur Sunday Bloody Sunday, The Refugee ou Pride (In the Name of Love). Sa voix se fait plus soul et, accompagnée d'un seul piano au début de la chanson et d'une guitare slide dépouillée. Le leader de U2 clôture le morceau à l’harmonica. C'est l'une des créations les plus abouties du groupe, un titre stimulant de poésie pop qui résonne encore d'une vérité lyrique. L'écrivain et journaliste Irlandais Niall Stokes (en) considère Running to Stand Still comme l'un des morceaux les plus importants de The Joshua Tree.
La chanson Red Hill Mining Town tire son origine de la lecture par Bono de l’ouvrage Red Hill : A Mining Community écrit par Tony Parker. Elle parle de la grève des mineurs de 1984-1985 et, plus généralement, de la mort des communautés minières britanniques sous Margaret Thatcher. Il était prévu que le morceau sorte comme single après With or Without You. En effet, le réalisateur Neil Jordan réalisa le clip vidéo. Mais U2 ne fut pas satisfait du résultat et le projet fut discrètement retiré. En outre, le groupe s'est rendu compte plus tard qu'il ne pourrait pas jouer la chanson en live tous les soirs, car les notes étaient trop hautes pour Bono. De nos jours, on peut visionner le clip vidéo sur YouTube de ce qui aurait dû être le second 45 tours de l'album.  Pour les 30 ans de la sortie de The Joshua Tree en 2017, une nouvelle version de la chanson sort en vinyle, produite par Steve Lillywhite. Elle contient un nouvel arrangement de fanfares. Red Hill Mining Town a été interprétée pour la première fois en concert, à Vancouver le 12 mai 2017.
In God's Country au tempo rapide d'après The Edge, peut rappeler un peu les envolées lyriques des débuts du groupe. C'est la chanson la plus courte de l'album, à peine trois minutes. Bono affirme que lui-même, ne sait pas quel pays il a voulu évoquer en écrivant les mots « God's country ». Mais le thème du désert présent dans le morceau et l'emploi des mots liberty et siren, fera dire au leader de U2 que son écriture quasi automatique l'a emmené vers les États-Unis. Même si la chanson est dédiée à la statue de la Liberté, Bono exprime dans le texte son malaise face au rêve américain. Ce morceau a été difficile à finaliser alors que musicalement parlant il semble simple. Un riff et un rythme à la batterie rapides auxquels la voix s’adapte. Ce 4e single de l'album est sorti uniquement aux États-Unis et au Canada.
Le Blues rock Trip Through Your Wires aux allures de Far-West, voit Bono interpréter quelques passages à l'harmonica. En 1986, une première version de cette chanson, contenant des paroles différentes a été réalisée sur la chaine irlandaise RTÉ. Elle a été ensuite retravaillée pour les besoins de l'album. Dans le texte, il est question d'une expérience sexuelle peu conventionnelle et des sentiments de confusion et de culpabilité qui vont avec :  « Ange ou démon, j'étais assoiffé et tu as mouillé mes lèvres. Toi je t'attends. Toi tu attises mes désirs. Je trébuche dans tes fils. » Le morceau est sorti en single promotionnel en Australie, avec seulement 500 exemplaires numérotés à la main.
One Tree Hill, qui tire son nom d'un volcan d'Auckland en Nouvelle-Zélande, est une chanson écrite en hommage au jeune Maori, Greg Carroll, le roadie de Bono, décédé tragiquement lors d'un accident de moto sous une pluie battante à Dublin en juillet 1986. Le morceau est également dédié à l'opposant Victor Jara, chanteur et écrivain engagé chilien, torturé puis tué par le régime de Pinochet. La chanson a été écrite très rapidement après le décès de Greg Caroll et s'est construite lors d'une session jam entre Bono et Brian Eno. La voix a été enregistrée en une seule fois pour conserver toute l'émotion d'un tel morceau. Enfin, The Edge a composé un son propre à U2 avec l’utilisation d’un synthétiseur présent du début à la fin donnant un effet d’apesanteur. Dans son analyse de la chanson, Sophie Bourdais de Télérama, dit que « le tissu soyeux des cordes, d’abord à peine discernable, s’impose avec grâce dans une lumineuse conclusion. » One Tree Hill a accédé à la 1re place à sa sortie en Nouvelle-Zélande en 1988.
Exit est un morceau à part, à la structure anarchique, et annonce sans le savoir les expérimentations des années 1990. Les paroles de la chanson décrivent l'esprit d'un tueur en série. Elles ont été inspirées à Bono après la lecture de deux romans : Le Chant du bourreau de Norman Mailer sorti en 1979 et De sang-froid de Truman Capote publié en 1966. Un Américain accusé du meurtre de l'actrice Rebecca Schaeffer en 1989, déclara pour sa défense qu'il avait été inspiré par l'écoute d'Exit. Depuis ce drame, U2 a pris son temps avant de la rejouer sur scène. Il l'interprète à nouveau le 12 mai 2017, lors du concert de Vancouver qui lance la tournée des 30 ans de The Joshua Tree. Le groupe américain de thrash métal Anthrax a repris Exit en 2003.

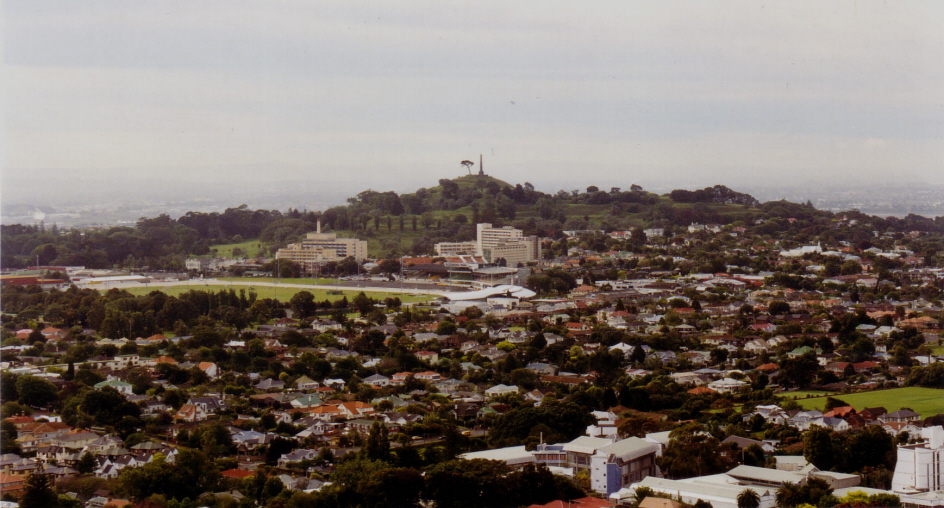
La colline de One Tree Hill.

En clôture du disque, Mothers of the Disappeared est une chanson sombre qui parle des mères de disparus politiques dans les pays d'Amérique du Sud, soumis à la dictature militaire. Ce morceau a été inspiré à Bono lors de son passage au Nicaragua et au Salvador en juillet 1986. C'est un titre instrumental caractérisé par la présence de chœurs mais avec peu de paroles. C'est Brian Eno qui a trouvé cette boucle à la batterie au début du titre et qui donne ce côté sombre. Rarement jouée durant le Joshua Tree Tour, Mothers of the Disappeared a été réinterprétée lors d'un émouvant concert à Buenos Aires en 1998 lors du PopMart Tour. Bono a fait monter sur scène les mères des disparus de la dictature de Videla en Argentine en 1976, pour dire le nom de leurs enfants.

### Pochette
The Joshua Tree, dont la pochette a été conçue par le designer Steve Averill, est le dernier des albums en vinyle qu'Island envoie aux critiques des services de presse. Aujourd'hui, il existe deux couvertures presque identiques de ce disque. La plus célèbre montre du côté gauche les quatre Irlandais et à droite le désert de Mojave (où pousse le fameux cactus). Au premier rang, face à l'objectif, on voit Larry Mullen Junior et à ses côtés Bono mais de profil, derrière The Edge avec son chapeau et au fond Adam Clayton. Une autre couverture (la plus ancienne et en CD essentiellement), les montrent en très gros plan, d'une manière un peu floue, dans la même position ou presque que la précédente pochette (Larry Mullen regardant notamment légèrement à sa droite), avec derrière eux le désert et les Rocheuses. Les photos ont été prises par le néerlandais Anton Corbijn comme toutes celles à l'intérieur de la pochette.
Du 14 au 16 décembre 1986, U2 a voyagé à travers la Californie avec le photographe Anton Corbijn et le designer Steve Averill afin de réaliser des photos dans des paysages désertiques pour la couverture du nouvel album. Le soir du premier jour de prises de vues, Anton Corbijn raconte au groupe l'histoire des Joshua Trees et suggère l'utilisation de leur silhouette sur la couverture de l'album. Le lendemain, ils trouvent un arbre solitaire inhabituel dans le désert des Mojaves, non loin de la ville de Darwin, dont l'image sera utilisée pour la pochette. Le disque s'appellera donc The Joshua Tree.
Par la suite, cet arbre a été longtemps un lieu de pèlerinage pour les fans de U2, mais il est tombé en 2000. Il a ensuite été vandalisé par un homme à la tronçonneuse et coupé totalement. Le lieu reste un lieu de pèlerinage fréquenté par les fans qui déposent des objets (guitares, plaques...).
La photo en noir et blanc qui figurera en une de couverture, montrant U2 sur le côté gauche, avec à droite une rivière asséchée et le désert des Mojaves en arrière-plan, a été prise à Zabriskie Point.

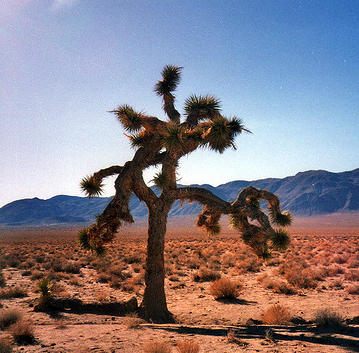
L'arbre de Josué ayant servi pour la pochette de l'album.
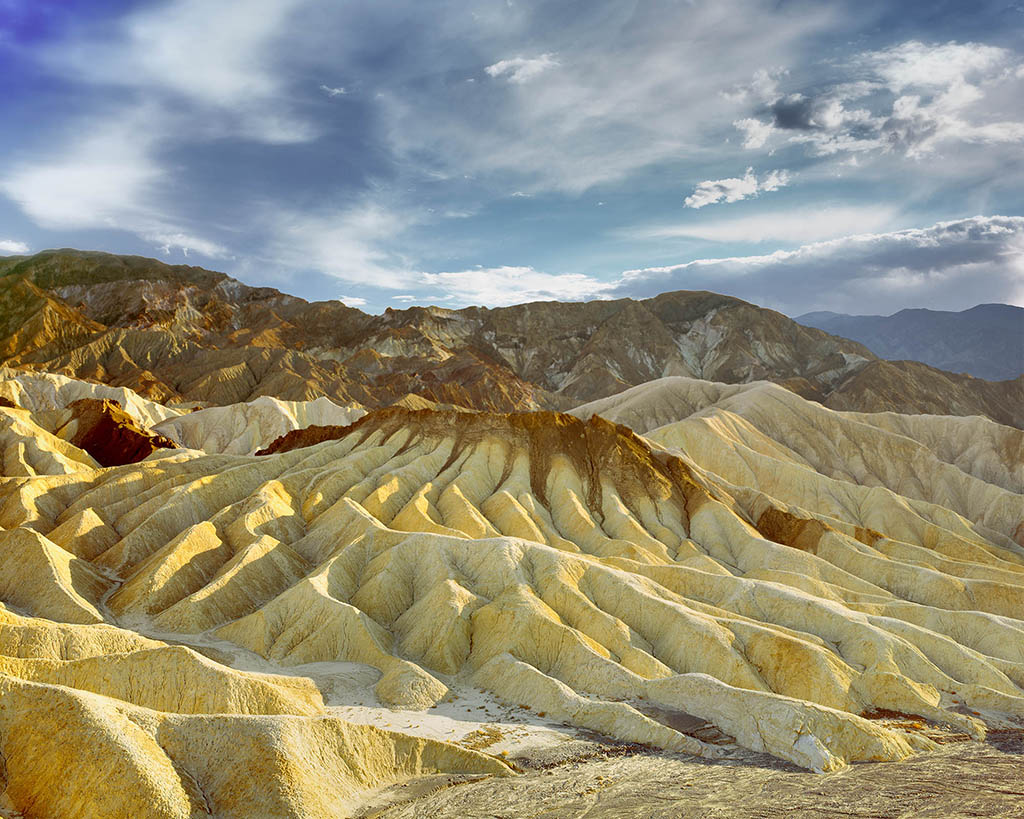
La photo de la pochette de l'album a été prise à Zabriskie Point.
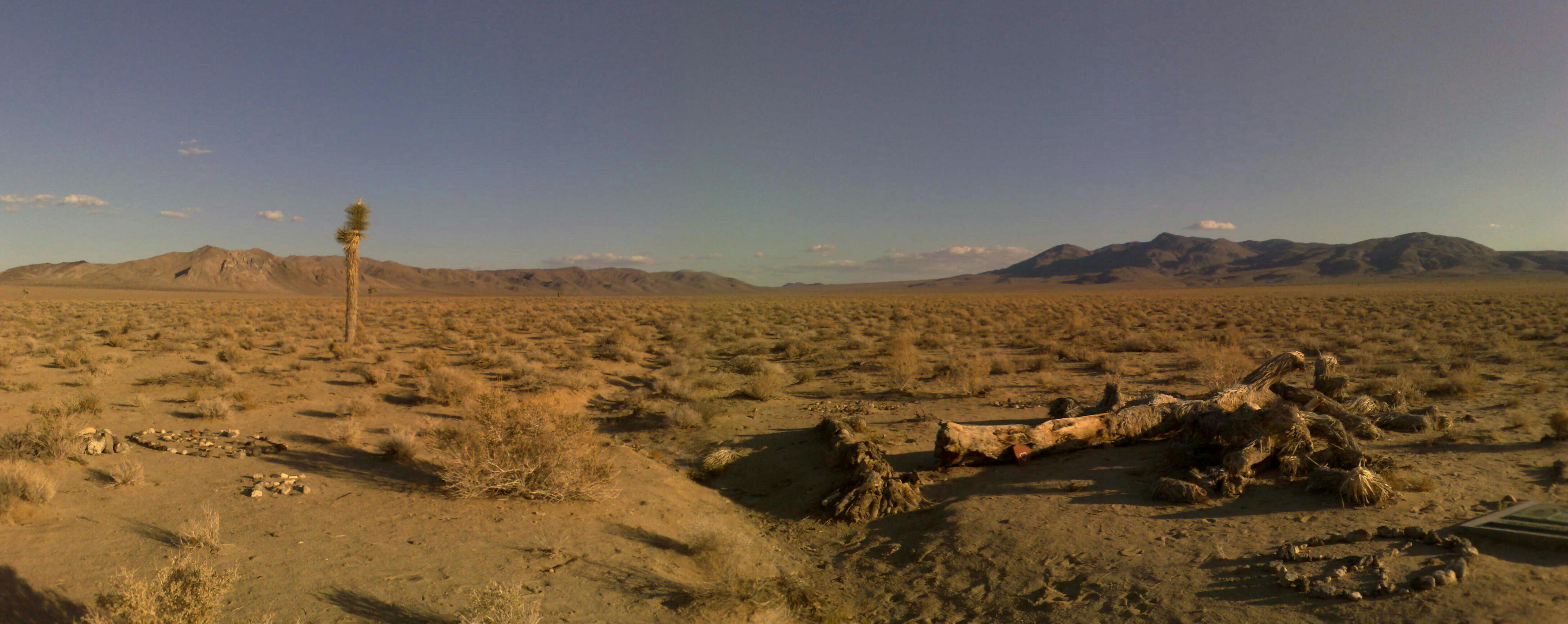
Dans le désert des Mojave, se trouvent les restes du Joshua Tree figurant sur l'album de U2. L'arbre est tombé durant l'hiver 1999-2000 puis vandalisé. C'est devenu un lieu de pèlerinage pour les fans du groupe du monde entier et nombre d'entre eux ont laissé des hommages sur le site.
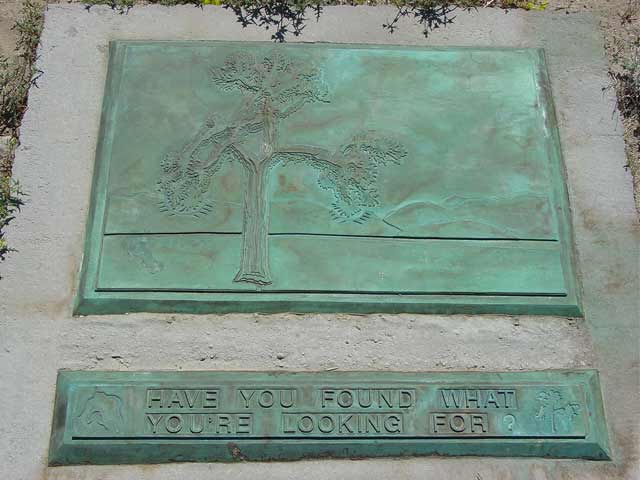
Plaque commémorative à l'emplacement du Joshua Tree de U2.
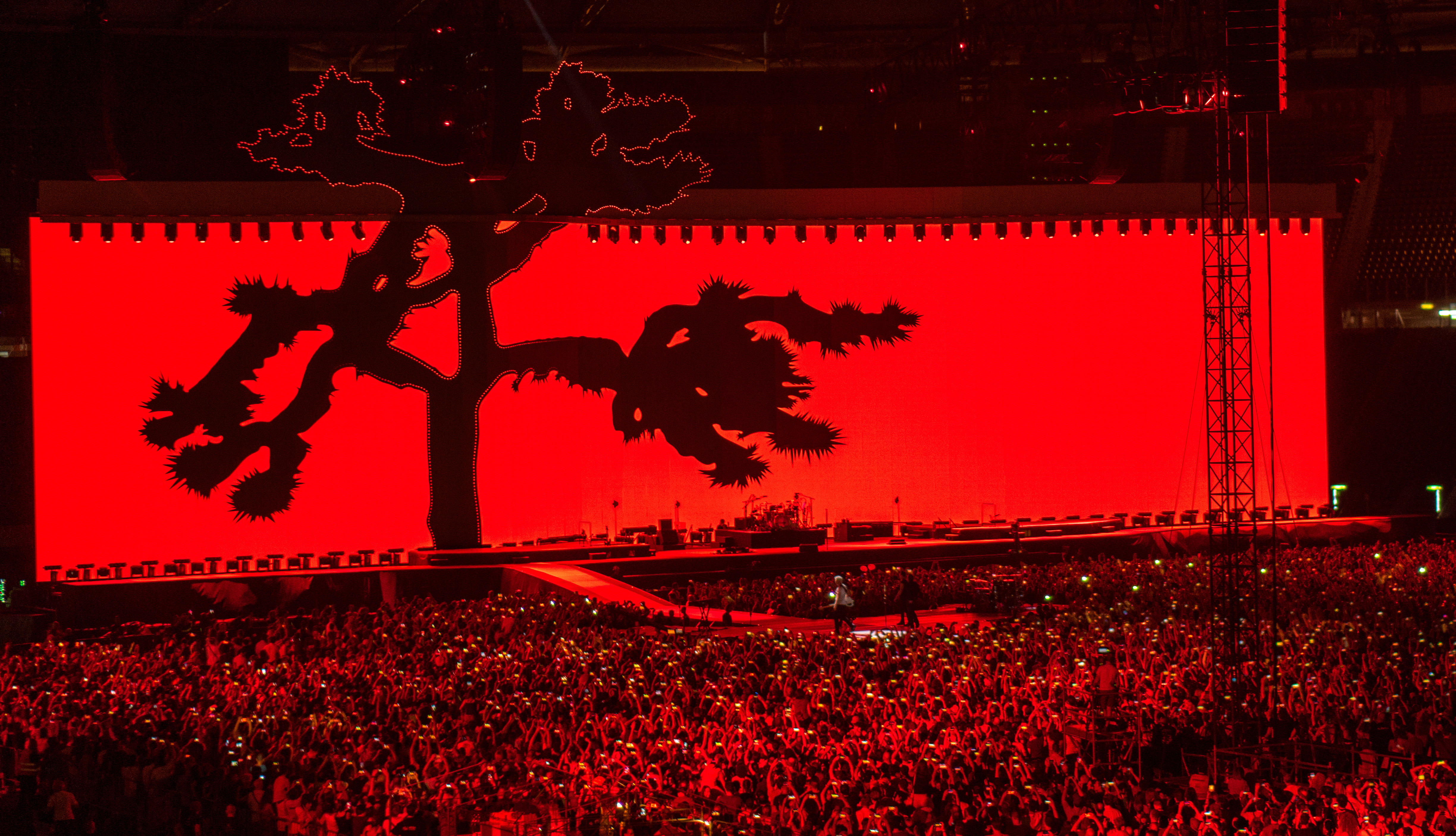
L'écran vidéo du Joshua Tree Tour 2017 avec la silhouette du Joshua Tree lors du concert à Rome, le 16 juillet 2017.

## Accueil critique et commercial
À sa sortie, The Joshua Tree est plébiscité par la critique. Pour Time Magazine, les Irlandais sont désormais « les leaders de leur génération ». Il leur offre même sa une le 27 avril 1987 (avec ce titre : U2 Rock’s Hottest Ticket (U2 le groupe rock incontournable)), un honneur que seuls The Beatles, Bruce Springsteen et The Who ont connu auparavant. Le magazine Rolling Stone concède à l'album le titre de meilleur disque de la décade. Robert Hilburn critique au Los Angeles Times, écrit que « dans The Joshua Tree, U2 remplit les croquis avec des signes de croissance parfois à couper le souffle. ». Dans son No 7 paru en avril 1987, la revue britannique Q (magazine) donne à l'album la note de 5 étoiles avec ce commentaire sur le travail de U2 : « leur réinvention du rock de stade sonne aussi passionné que jamais ». Pour John McCready du NME, « ce disque va s'avérer meilleur et plus courageux que tout ce qui pourra sortir en 1987. C'est le son de gens affrontant leurs fantômes dans un pays où ils peuvent, s'ils le veulent, devenir une poussière dans le paysage ». De son côté, Simon Reynolds du Melody Maker dit ceci : « Massif et minimaliste, majestueux et sans pompe. Il n'y a pas de solos, de power chords, ni de fioritures - juste... un chatoiement grisant. U2 est coupé des réalités et aujourd'hui, du moins, c'est un compliment pour moi. »  En Irlande, le magazine Hot Press définit The Joshua Tree comme leur album le plus influent, pour l’heure. En France, Rock & Folk le désigne « album du mois » tandis que Les Inrockuptibles reconnaissent que The Joshua Tree est le meilleur disque de U2 à ce jour [...] et que les chansons, malgré leurs morales chrétiennes, sont incontestablement abouties.
The Joshua Tree est N°1 dans 23 pays dont 9 semaines d'affilée aux États-Unis (du 25 avril au 26 juin 1987). Il est le premier des huit albums numéro un de U2 dans le classement américain Billboard Hot 200 entre 1987 et 2017. Au Royaume-Uni, 48 heures après sa parution, il est déjà disque de platine avec 300 000 exemplaires vendus. L'opus devient une des plus grosses ventes de l'histoire avec plus d'1 million de CDs en un temps record. Il passera 156 semaines dans les charts. L'album se vend finalement à 15 millions de copies dans le monde en 1987, chiffre porté à 28 millions aujourd'hui. En France depuis sa publication, The Joshua Tree s'est vendu à 2 072 100 exemplaires, figurant en quinzième position des meilleures ventes d'albums en France à partir de 1968.

## Joshua Tree World Tour1987, 2017 et 2019
Après la sortie de l'album, U2 se lance dans une tournée mondiale. Ce périple musical débute à Tempe en Arizona le 2 avril 1987 pour se terminer dans cette même ville le 20 décembre suivant. Le Joshua Tree World Tour traverse seulement deux continents pour 109 spectacles : l'Amérique du Nord (États-Unis uniquement), l'Europe et à nouveau l'Amérique du Nord (États-Unis et Canada). U2 passe notamment à trois reprises en France : au Zénith à Paris le 15 juin 1987, à l'hippodrome de Vincennes le 4 juillet 1987 et à l'espace Richter à Montpellier le 18 juillet 1987. Toutes les chansons de The Joshua Tree sont interprétées durant la tournée à l'exception de Red Hill Mining Town.

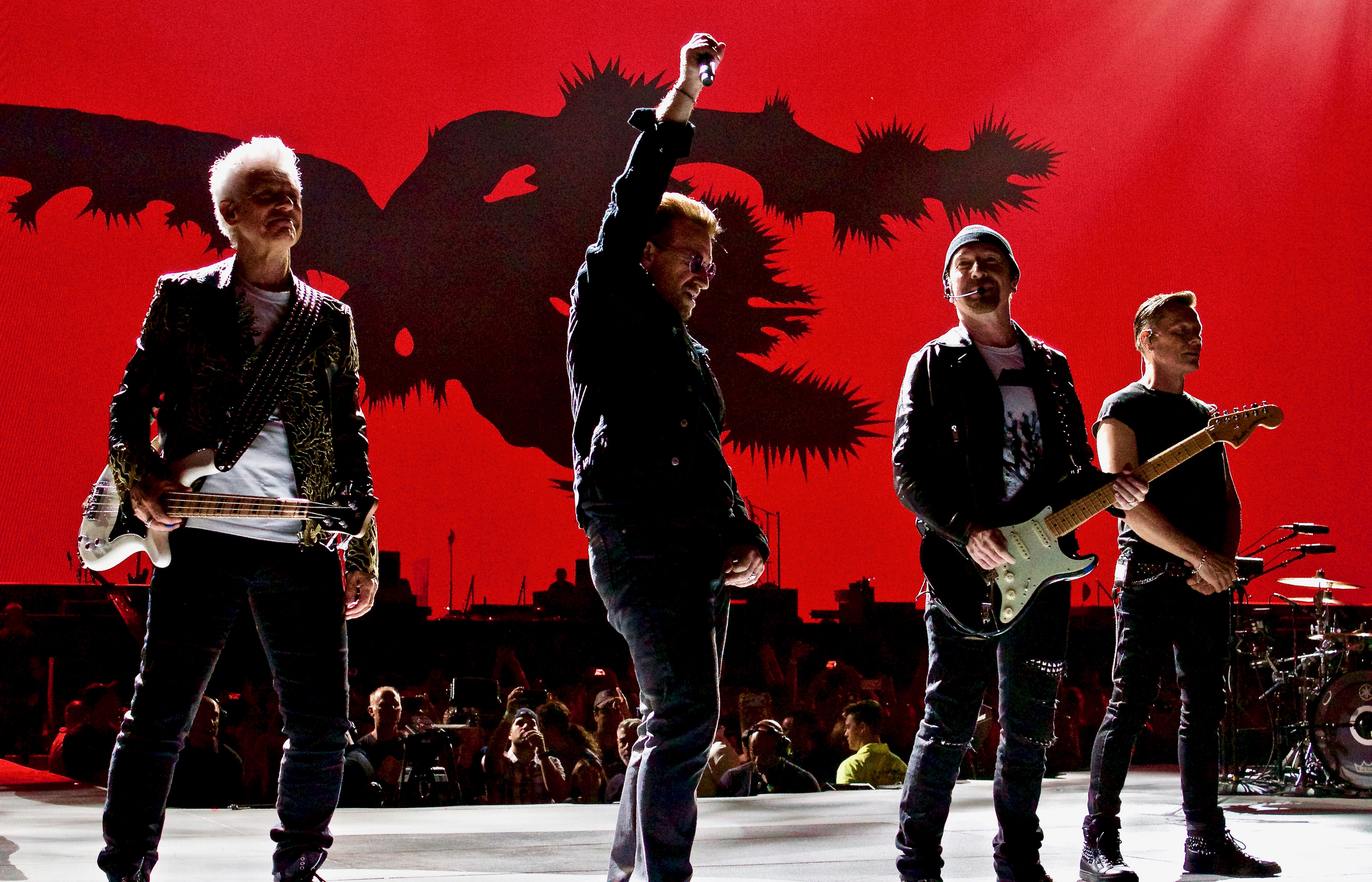
Les membres de U2 lors du Joshua Tree Tour à Kansas City le 9 décembre 2017.

En janvier 2017, U2 annonce son retour dans les stades pour le Joshua Tree Tour 2017, célébrant le 30e anniversaire de leur album classique. Chaque show présentera l’album The Joshua Tree dans son intégralité, avec en première partie un des multiples guests, parmi lesquels Mumford & Sons, One Republic et The Lumineers en Amérique, et Noel Gallagher's High Flying Birds en Europe. Bono nous décrit cette envie : « Récemment, j’ai réécouté The Joshua Tree pour la première fois en presque trente ans.. C’est un vrai opéra. Beaucoup d’émotions qui semblent toujours pertinentes, l’amour, le dépit, les rêves brisés, la recherche de l’oubli, la polarisation… J’ai chanté la plupart de ces chansons de nombreuses fois… Mais jamais dans leur intégralité. Je suis prêt pour ça, et si notre public est aussi excité que nous à l’idée… Alors ça va être un grand moment ». La tournée a débuté le 12 mai à Vancouver (Canada) et s'est terminée le 25 octobre à Sao Paulo (Brésil) en passant par Los Angeles, Chicago, Londres, Paris (au Stade de France les 25 et 26 juillet) ou Mexico ainsi que de nombreuses grandes villes américaines et capitales européennes.
Enfin, une dernière tournée en hommage à cet album, intitulée The Joshua Tree Tour 2019 a lieu du 8 novembre 2019 au 15 décembre 2019 en Océanie et en Asie. Lors du quinzième et dernier show, U2 joue pour la première fois en Inde, à Bombay.

## Anecdotes

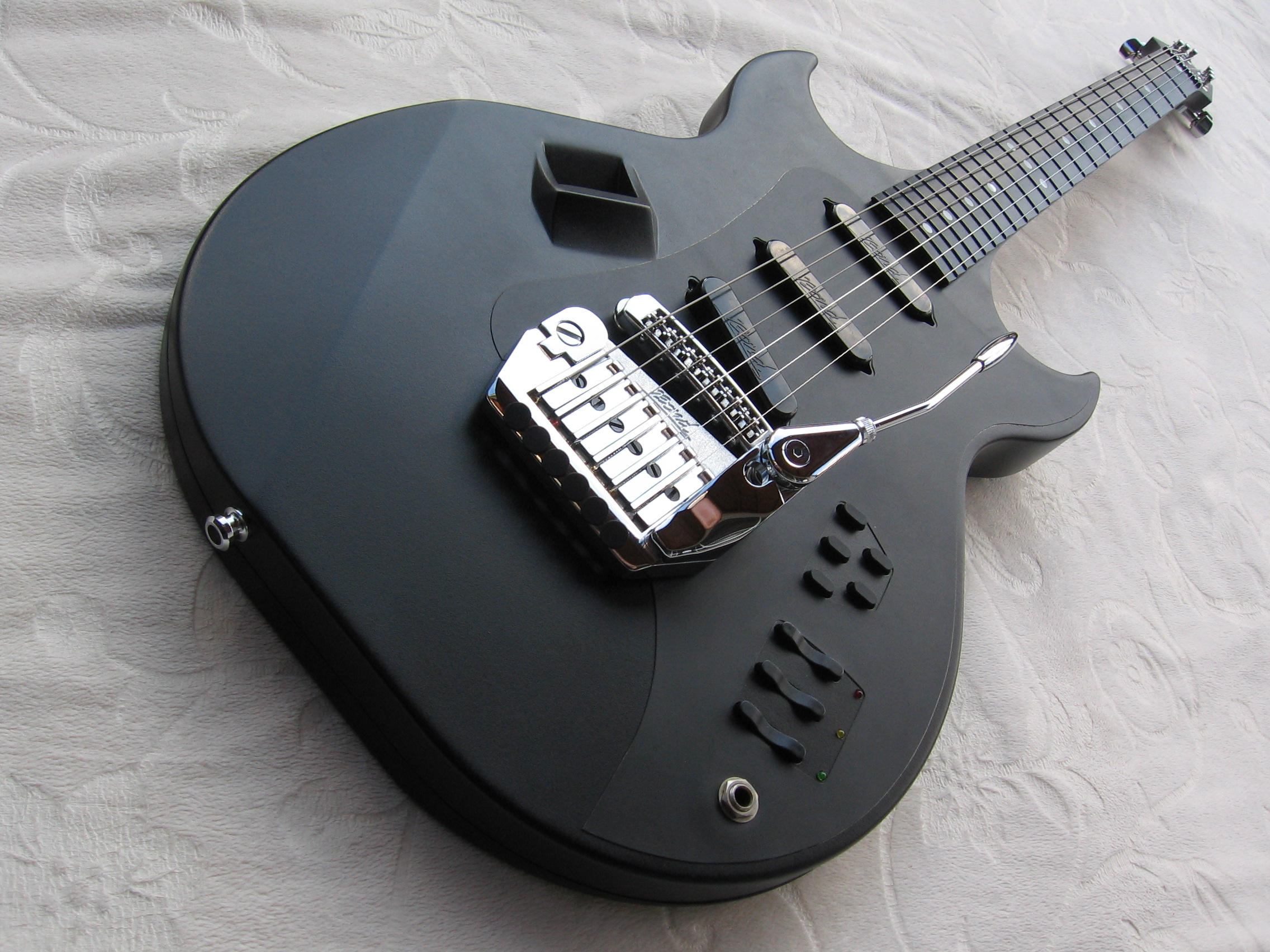
The Edge utilisa à de nombreuses reprises une Electraglide sur The Joshua Tree.

The Edge utilisa une guitare Bond Electraglide sur The Joshua Tree. « Les cordes commencèrent à vibrer sur la touche, se rappelle-t-il. La guitare ne possédant pas de véritables frettes, l'effet était différent. J'ai tenté de m'en servir pour produire un son irritant. » On entend cette Bond Electraglide durant le solo de One Tree Hill, ainsi que sur Exit et  Mothers of the Disappeared.
Alors que l'album était en cours de pression, Bono a eu un coup de déprime et a décidé que finalement, ça ne valait pas le coup de le publier, parce que ce n’était vraiment pas génial. Il a même failli téléphoner à ses producteurs pour leur demander de tout arrêter. Fort heureusement, le chanteur s’est abstenu et est revenu à la raison.
L’album The Joshua Tree, a été joué dans l’ordre et dans son intégralité pour la première fois le 12 mai 2017 à Vancouver lors du concert inaugural du Joshua Tree Tour 2017. C'est donc le second disque de U2 dont toutes les chansons ont été interprétées au moins une fois en concert. Jusqu'à ce jour, seul Boy détenait ce privilège.

## Grammy Awards
Avec cet opus, le groupe obtient ses premières récompenses. Ainsi, à la 30e cérémonie des Grammy Awards le 2 mars 1988 au Radio City Music Hall de New York, The Joshua Tree remporte le prix du meilleur album de l'année et celui de la meilleure performance rock par un duo ou un groupe vocal. Acceptant cette dernière récompense, The Edge a offert la plus mémorable course de remerciement dans l'histoire des Grammy Awards, proclamant : « Je tiens à remercier Desmond Tutu pour son courage, Martin Luther King, Bob Dylan pour Tangled Up in Blue, Flannery O'Connor, Jimi Hendrix, Walt Disney, Jean-Baptiste, George Best, Gregory Peck, James T. Kirk, Morris Pratt, Dr Ruth, Fawn Hall, Batman et Robin, Lucky the Dog, Pee-Wee Herman, YMCA , Eddie the Eagle, les lutteurs de sumo à travers le monde, et, bien sûr, Ronald Reagan ».
En 2014, l'album reçoit le Grammy Hall of Fame Award.

## L'évolution musicale de U2 vu par Daniel Lanois
Daniel Lanois a constaté une réelle évolution dans le jeu des Irlandais. Il raconte que « sur The Unforgettable Fire, l’album précédent, c’étaient encore de jeunes musiciens. Mais à partir de The Joshua Tree, ils sont devenus de meilleurs musiciens avec plus de connaissance. Je pouvais parler avec The Edge à un autre niveau. Je ne veux pas me vanter, mais, vous savez, Daniel Lanois, c’était le mec qui avait été à l’école, alors que les autres avaient appris à jouer dans la rue (rires). »

## La postérité du disque
Bien des années après sa publication, The Joshua Tree est souvent cité dans de nombreux livres spécialisés comme l'un des deux plus grands disques de U2 avec Achtung Baby, mais aussi comme un des meilleurs disques de l'histoire du rock. Voici quelques commentaires et classements tirés de ces ouvrages.
En 1994, Roger de Clek dans son ouvrage U2 - feu Irlandais, conclut son analyse de l'album par cette phrase : « The Joshua Tree représente le zénith de U2, la maturité si durement gagnée, mais imprégnée de rigueur et drapée de morceaux fantastiques comme Where The Streets Have No Name, Bullet The Blue Sky, One Tree Hill ou encore With or Without You qui fit un tabac d'apothéose dans le monde entier ».
Dans le guide du CD 1996, le chroniqueur du disque dit notamment que The Joshua Tree est : « l'apogée du grand groupe irlandais et un formidable succès commercial. Un déluge de rock épique, période américaine, et une poignée de tubes incontournables. Somptueuse production ».
En novembre 2003, la revue américaine Rolling Stone, dans ses 500 plus grands albums de tous les temps, a classé The Joshua Tree à la 27e place avec notamment ce commentaire : « U2 s'est plongé dans la mythologie des États-Unis, tandis que le guitariste The Edge découvrait la puissance poétique de la réverbération numérique, noyant ses fameux arpèges dans des trémolos ondoyants ». En 2007, lors de la réédition du disque, Rolling Stone a aussi décerné la note de 5 étoiles à The Joshua Tree.
Dans les 1001 albums qu'il faut avoir écoutés dans sa vie publié en 2006, les auteurs estiment, qu'avec cet album, U2 « étoffe son souffle post-punk et découvre la grandeur, l’abstraction et la finesse » et que « si l'album a un défaut, c'est le ton sérieux et moralisateur de plusieurs paroles de Bono ».
Pour Gilles Verlant et Thomas Caussé, dans la Discothèque parfaite de l'odyssée du rock sorti le 7 novembre 2013, l'album « pousse à son paroxysme la puissance rock'n'roll de ces quatre Irlandais fascinés par l'Amérique » et est une « collection de tubes taille XXL » avec « trois titres qui s'enchaînent au début de l'album et vont connaître un destin hors du commun, laissant une marque indélébile dans l'inconscient collectif rock ».
Enfin, en 2022, dans le hors-série de Rock & Folk intitulé Une histoire du rock'n'roll (1954-2022) en plus de 650 disques, Jérôme Soligny écrit notamment ceci : « Enregistré à plusieurs endroits, retardé à cause de la participation du groupe à la tournée A Conspiracy of Hope de Amnesty International, le 33 tours était anormalement disproportionné, la face A contenant les meilleures chansons dont Where the Streets Have No Name, I Still Haven't Found What I'm Looking For et surtout With or Without You. Avec The Joshua Tree, U2 entrait dans une autre dimension »

## Sondage de la BBC Radio 2 en 2020
En octobre 2020, The Joshua Tree est élu meilleur album des années 1980 dans un sondage organisé par la radio anglaise BBC Radio 2. L'album de U2 devance Brothers in Arms de Dire Straits, le premier album homonyme des Stone Roses et Thriller de Michael Jackson. Réagissant au résultat, le guitariste de U2 The Edge déclare : « The Joshua Tree a tout changé pour nous en tant que groupe. Il a été écrit au milieu des années 80, pendant l'ère Reagan-Thatcher, une période de grand trouble. Et c'est comme si on était de retour dans un sens, la politique est encore tellement divisée. Nous avons eu le privilège de jouer The Joshua Tree en live partout dans le monde ces dernières années, et c'est comme si l'album avait fait un tour complet. Nous sommes juste enchantés que les gens se connectent encore à ces chansons, nuit après nuit, année après année. »

## Classements et certifications
| Classement musical                           | Meilleure position |
| -------------------------------------------- | ------------------ |
| Allemagne (Media Control AG)                 | 1                  |
| Australie (ARIA)                             | 3                  |
| Autriche (Ö3 Austria Top 40)                 | 1                  |
| Canada (Canadian Albums Chart)               | 1                  |
| Espagne (Productores de Música de España)    | 11                 |
| États-Unis (Billboard 200)                   | 1                  |
| France (SNEP)                                | 1                  |
| Norvège (VG-lista)                           | 4                  |
| Nouvelle-Zélande (RIANZ)                     | 1                  |
| Pays-Bas (Mega Album Top 100)                | 1                  |
| Portugal (Associação Fonográfica Portuguesa) | 8                  |
| Royaume-Uni (UK Albums Chart)                | 1                  |
| Suède (Sverigetopplistan)                    | 1                  |
| Suisse (Schweizer Hitparade)                 | 1                  |

| Pays             | Ventes       | Certifications |
| ---------------- | ------------ | -------------- |
| Allemagne        | 1 000 000 +  | 2 × Platine    |
| Argentine        | 60 000 +     | Platine        |
| Australie        | 350 000 +    | 5 × Platine    |
| Autriche         | 75 000 +     | 3 × Or         |
| Canada           | 1 000 000 +  | Diamant        |
| Espagne          | 300 000 +    | 3 × Platine    |
| États-Unis       | 12 000 000 + | Diamant        |
| Finlande         | 27 000 +     | Or             |
| France           | 600 000 +    | 2 × Platine    |
| Italie           | 100 000 +    | Platine        |
| Nouvelle-Zélande | 210 000 +    | 14 × Platine   |
| Pays-Bas         | 100 000 +    | Platine        |
| Royaume-Uni      | 3 000 000 +  | 10 × Platine   |

## Singles de l'album et leurs classements dans les charts
- With or Without You (mars 1987) : USA N°1 / Canada N°1 / Irlande N°1 / GB No 4 / France No 10
- I Still Haven't Found What I'm Looking For (mai 1987) : USA N°1 / Irlande N°1 / Canada No 3 / GB No 6 / France No 37
- Where the Streets Have No Name (août 1987) : Irlande N°1 / Nouvelle-Zélande N°1 / GB No 4 / USA No 13 / Canada No 14
- In God's Country (novembre 1987) : Canada No 28 / USA No 44
- One Tree Hill (février 1988) : Nouvelle-Zélande N°1

## Pochettes des 45 tours de l'album
Chaque 45 tours présente en photo un membre du groupe. Pour Where the Streets Have No Name c'est Adam Clayton, I Still Haven't Found What I'm Looking For c'est Larry Mullen, With or Without You c'est The Edge (position différente sur le maxi cd), In God's Country et One Tree Hill c'est Bono (pochettes identiques). Toutes les pochettes des 45 tours sont de la même couleur que l'album, c'est-à-dire en noir et blanc. Les photographies ont été réalisées par le néerlandais Anton Corbijn.

## Liste des titres
Hormis pour Where the Streets Have No Name et Mothers of the Disappeared (placées par U2 en début et clôture du disque), c'est la chanteuse anglaise Kirsty MacColl (épouse de Steve Lillywhite) qui a choisi l'ordre des chansons de l'album.
Toutes les paroles sont écrites par Bono, toute la musique est composée par U2.
| 1.  | Where the Streets Have No Name             | 5:36 |
| 2.  | I Still Haven't Found What I'm Looking For | 4:37 |
| 3.  | With or Without You                        | 4:55 |
| 4.  | Bullet the Blue Sky                        | 4:32 |
| 5.  | Running to Stand Still                     | 4:17 |
| 6.  | Red Hill Mining Town                       | 4:53 |
| 7.  | In God's Country                           | 2:56 |
| 8.  | Trip Through Your Wires                    | 3:32 |
| 9.  | One Tree Hill                              | 5:22 |
| 10. | Exit                                       | 4:13 |
| 11. | Mothers of the Disappeared                 | 5:14 |

## Crédits
| U2 - Bono – chant, guitare, harmonica - The Edge – guitare, piano, chœurs - Adam Clayton – basse - Larry Mullen Junior - batterie Musiciens additionnels - Brian Eno - claviers, synthétiseur, chœurs - Daniel Lanois - tambourin, omnichord, guitare additionnelle, chœurs - The Arklow Silver Band - cuivres sur Red Hill Mining Town - The Armin Family - cordes sur One Tree Hill | - Brian Eno - production - Daniel Lanois - production - Flood - enregistrement sonore - Steve Lillywhite - mixage - Dave Meegan - ingénieur du son - Pat McCarthy - ingénieur du son - Mark Wallis - ingénieur mixage - Mary Kettle - assistante ingénieur mixage - Steve Averill - design - Anton Corbijn - photographie |

## Rééditions 2007 et 2017
The Joshua Tree a été remasterisé le 3 décembre 2007, pour le 20e anniversaire de sa sortie. L'objet se décline sous 4 formats : l'album de 1987 uniquement, un second "deluxe" comprenant un coffret en carton, où vient se loger un livret de 30 pages (avec photos inédites) qui comprend deux CD (l'album et les bonus audio dont une version inédite de Wave of Sorrow (Birdland). Également, un "super deluxe" où l'on trouve, dans un grand coffret, les deux CD plus un DVD du concert filmé à l'Hippodrome de Vincennes, à Paris le 4 juillet 1987. Enfin, un vinyle pour les collectionneurs avec un packaging retravaillé.
Le vendredi 2 juin 2017, une nouvelle réédition paraît pour les 30 ans de The Joshua Tree, mais elle est un peu décevante. Si le coffret collector est splendide, la remasterisation est la même qu'il y a dix ans. Toutefois, dans cette réédition, il y a quand même quelques merveilles comme le live de I Still Haven't Found What I'm Looking For. Les prix sont de 125 euros pour l'énorme coffret et 17 euros pour le double-album.

## Archive
Avec The Joshua Tree, U2 a fait son entrée  dans les archives sonores américaines en avril 2014. L'album est désormais conservé à la Bibliothèque du Congrès aux États-Unis, qui rassemble depuis 2003 des sons culturellement, historiquement ou esthétiquement importants, et informant ou reflétant la vie du pays. C’est la seule œuvre irlandaise à être ainsi honorée.